# Johann Schellheimer
Johann Schellheimer (auch Hans) (* 18. Februar 1899 in Höchst am Main; † 5. Februar 1945 in Brandenburg (Havel)) war ein deutscher Widerstandskämpfer gegen den Nationalsozialismus.

## Leben
Schellheimer wurde als Sohn eines Holzfällers geboren. Während des Ersten Weltkrieges wurde er noch als Lehrling zum Kriegsdienst eingezogen und geriet in französische Kriegsgefangenschaft, aus der er 1920 entlassen wurde. 1921 trat er aus wirtschaftlichen Gründen der französischen Fremdenlegion bei, die er jedoch bald wieder verließ. Schellheimer ging zunächst in die Türkei und kehrte dann nach Berlin zurück. Dort war er als Gelegenheitsarbeiter tätig.
1931 zog Schellheimer nach Magdeburg, wo er 1932 der KPD beitrat. Politisch arbeitete er im Stadtteil Wilhelmstadt. Nach der Machtergreifung der Nationalsozialisten wurde er im Frühjahr 1933 für einige Wochen in sogenannte Schutzhaft genommen. Nach seiner Entlassung war er weiter für die in der Illegalität arbeitende KPD tätig. Noch im November 1933 wurde er als Kurier der KPD-Bezirksleitung festgenommen und zunächst für sechs Monate im KZ Esterwegen inhaftiert. In Kassel erfolgte dann eine Verurteilung zu zwei Jahren Haft.
Nach seiner Entlassung arbeitete er in verschiedenen Betrieben in Magdeburg, zuletzt in der Firma Hubbe & Farenholtz. Gemeinsam mit Clara Schellheimer, seiner Ehefrau, und mit Hermann Danz baute er in Magdeburg eine Widerstandsgruppe auf. Diese wurde jedoch im Juli 1944 aufgedeckt. Schellheimer wurde verhaftet und im November 1944 zum Tode verurteilt. Die Vollstreckung des Urteils erfolgte am 5. Februar 1945 im Zuchthaus Brandenburg.

## Ehrungen

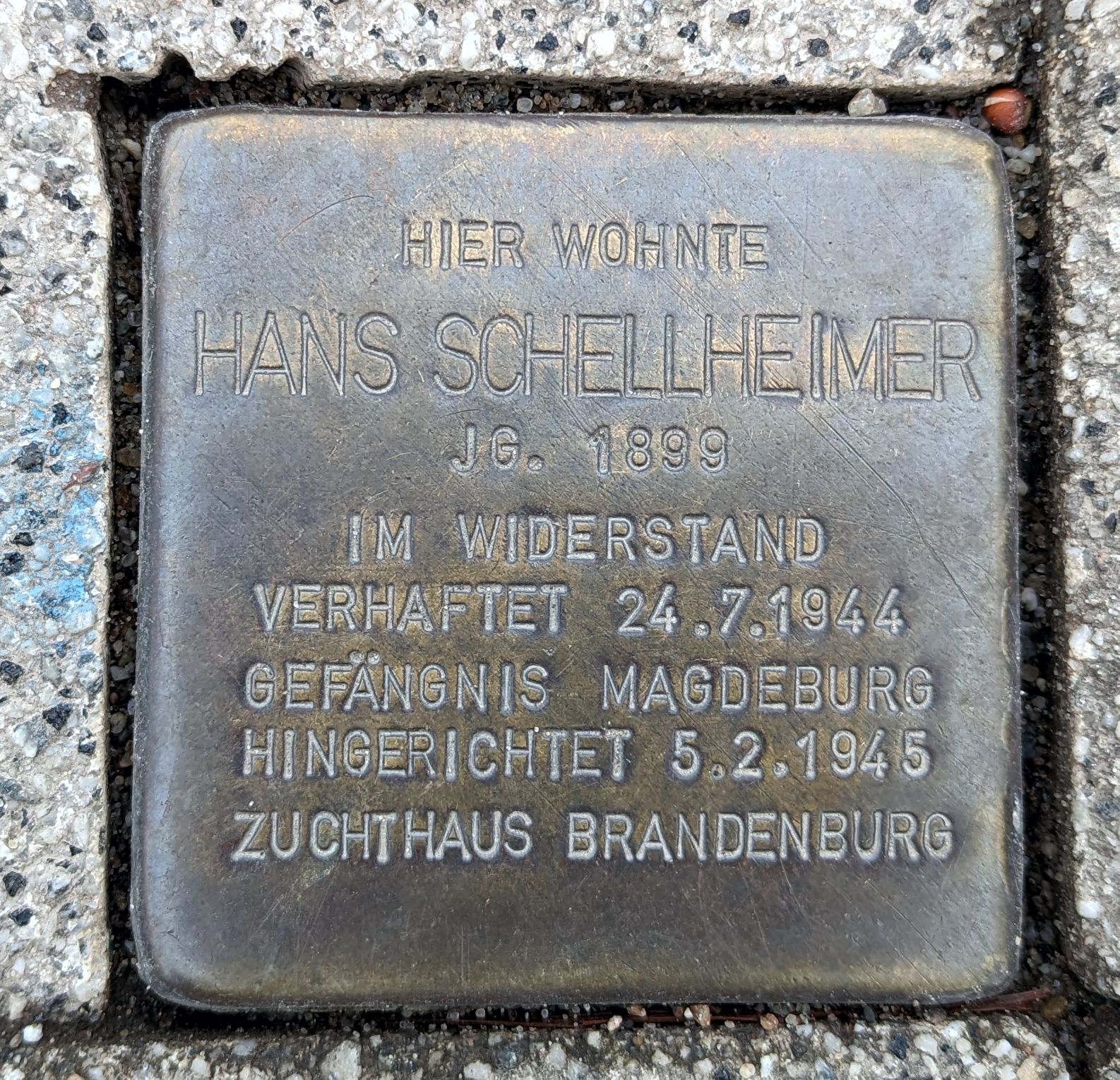
Magdeburger Stolperstein in Erinnerung an Johann Schellheimer

In der Zeit der DDR wurde die ehemalige Firma Hubbe und Farenholtz, seine letzte Arbeitsstelle, ihm zu Ehren ab 1952 als VEB Öl- und Fettwerke „Hans Schellheimer“ benannt. Darüber hinaus erhielt ein zentraler Platz im ehemaligen Magdeburger Stadtteil Wilhelmstadt (heute Stadtfeld Ost) seinen Namen (Schellheimerplatz), sowie die Sportsekundarschule Hans-Schellheimer im Stadtteil Brückfeld. Während das Unternehmen jedoch 1992 in die Liquidation ging, tragen der Platz und die Schule bis heute seinen Namen.
In Magdeburg Stadtfeld Ost ist außerdem am 24. März 2010 ein Stolperstein an seinem ehemaligen Wohnort in der Kleinen Lindenallee als Erinnerung an Hans Schellheimer verlegt worden.